# Hubert Lagardelle
Hubert Lagardelle (* 8. Juli 1874 im Département Haute-Garonne; † 20. September 1958 in Paris) war ein französischer Politiker und Ökonom. Er begann als revolutionärer Syndikalist, als Sozialist, wechselte dann nach rechts, bis er im Vichy-Regime als Minister arbeitete.

## Die syndikalistische Etappe
Hubert Lagardelle war bürgerlicher Herkunft. Nach dem Studium der Rechtswissenschaft, abgeschlossen mit einer Arbeit über das Gewerkschaftswesen, begann Lagardelle als Publizist zu arbeiten und sich politisch zu betätigen. Er schloss sich der sozialistischen Bewegung an, wobei er von Pierre-Joseph Proudhon, Karl Marx und Georges Sorel beeinflusst wurde. Ab 1896 war er Mitglied der Parti ouvrier français (Französische Arbeiterpartei), die bis 1902 existierte. 1905 trat er der SFIO (Section française de l’Internationale ouvrière, dt.: Französische Sektion der Arbeiter-Internationale) bei.
1895 begründete Lagardelle in Toulouse die Zeitschrift La Jeunesse socialiste (Die sozialistische Jugend), 1899 dann die bis 1914 bestehende Le Mouvement socialiste (Die sozialistische Bewegung), theoretisches Organ zunächst des Sozialismus, dann des revolutionären Syndikalismus. Zur Herausarbeitung dieser Ideologie trug er – vor allem bis 1908 – wesentlich bei.
In den sozialistischen Organisationen, wie auch in der Confédération générale du travail (CGT, Allgemeiner Gewerkschaftsbund), trat Lagardelle für militante Aktionen ein, warb speziell für den Generalstreik. Hierbei war er linker Gegenspieler von Jean Jaurès. Auseinandersetzungen gab es unter anderem auf dem Parteitag der SFIO 1907 in Nancy.

## Die faschistische Etappe
Während seiner Zeit als Sozialist lernte Lagardelle Benito Mussolini kennen und wurde dessen Freund. Nach dem Weltkrieg ging er den gleichen Weg wie dieser. 1926 trat er der von Georges Valois gegründeten Partei Faisceau (Das Rutenbündel, Symbol des Faschismus) bei. Dies war die erste faschistische Partei Frankreichs, sie bestand jedoch nur bis 1928.
Ab 1932 arbeitete Lagardelle an der Botschaft in Rom. Er unterstützte Henry de Jouvenel, bis 1934 dortiger Botschafter, beim erfolglosen Versuch, eine französisch-italienische Allianz gegen das deutsche Vormachtsstreben zu schmieden.
Nach dem Waffenstillstand 1940 wurde er einer der Theoretiker der Révolution nationale. Nachdem er in der Vichy-Regierung bereits als Staatssekretär für Arbeit mitgearbeitet hatte, wurde er am 18. April 1942 in der neuen Regierung von Pierre Laval 
Minister für Arbeit. In dieser Funktion versuchte Lagardelle, die noch bestehenden Arbeiterorganisationen (speziell untere Ebenen des CGT) in das System einzubeziehen. Dies wurde jedoch sowohl von den Vertretern des Korporatismus, als auch von den Gewerkschaftern abgelehnt, so blieb er isoliert. Am 21. November 1943 trat er von diesem Amt zurück und wurde von Jean Bichelonne abgelöst.
Als Nachfolger von René Chateau wurde Lagardelle im Januar 1944 Redakteur des Journals La France socialiste, später umbenannt in La France au travail, welches mit den Besatzern kollaborierende „Linke“ zu sammeln versuchte.
Für seine Tätigkeit während der Okkupation wurde er am 17. Juli 1946 zu lebenslanger Zwangsarbeit verurteilt (am 31. Juli 1946 zu Gefängnis begnadigt), zur indignité nationale (nationalen Unwürdigkeit) und zur Konfiskation seines Vermögens. Nach seiner Entlassung 1947 war er politisch nicht mehr tätig.

## Werke
- Hubert Lagardelle: Le Parti socialiste et la Confédération Générale du Travail. Rivière, Paris 1908.

- Hubert Lagardelle: Mission à Rome. Plon, 1955.